# Jožef Šubic
Jožef Šubic, slovenski slikar, * 1. november 1862, Poljane nad Škofjo Loko, † 20. julij 1925, Ljubljana.

 Bil je sin Blaža Šubica iz Hotovlje. Bil je podobar ter izvrševal naročila za bližnjo okolico, Vipavsko in Kras.